# Salto Veloso
Pour les articles homonymes, voir Salto et Veloso.
Salto Veloso est une ville brésilienne de l'ouest de l'État de Santa Catarina.

## Géographie
Salto Veloso se situe par une latitude de 26° 54′ 19″ sud et par une longitude de 51° 24′ 23″ ouest, à une altitude de 820 mètres.
Sa population était de 4 301 habitants au recensement de 2010. La municipalité s'étend sur 105 km2.
Elle fait partie de la microrégion de Joaçaba, dans la mésorégion Ouest de Santa Catarina.

## Villes voisines
Salto Veloso est voisine des municipalités (municípios) suivantes :
- Água Doce
- Macieira
- Arroio Trinta
- Treze Tílias